# Looz-Corswarem

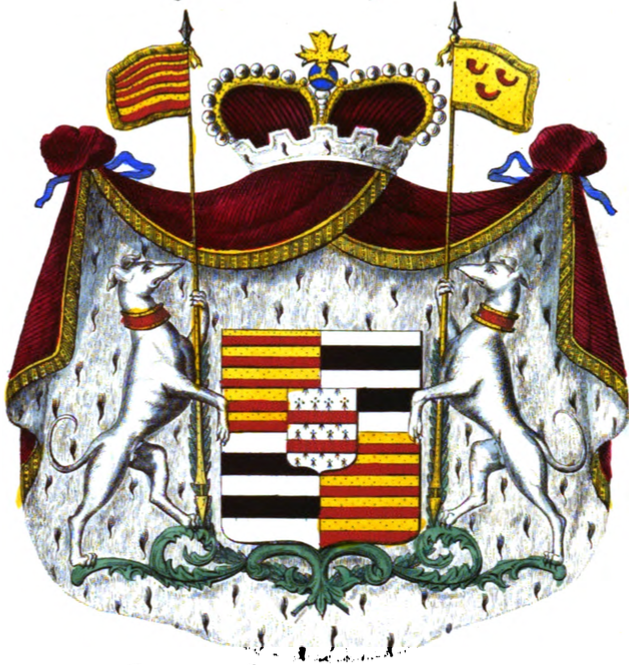
Stemma della Casata di Looz-Corswarem

I Looz-Corswarem sono una famiglia ducale belga, facente parte, dunque, della nobiltà belga.

## Storia
L'attuale famiglia è formata dai discendenti dei Signori di Corswarem ed era al servizio dei Signori di Loon. Il capo della casa ha il titolo di Duca di Looz-Corswarem mentre i suoi figli di Principi e altri membri sono Conti.

## Membri famosi
- Marie de Loos-Corswarem: fondò la cisterna ad Abbazia di La Paix-Dieu a Liegi.[1][2]
- Jean de Looz-Corswarem: morto nella battaglia di Rocroy, 1643.
- Jean-Jacques de Looz-Corswarem : al servizio del duca elettore di Baviera
- Caroline-Arnoldine de Looz-Corswarem x José de la Riva Agüero, presidente del Perù.
  - José de la Riva-Agüero y Looz-Corswarem